# Município de Auburn (condado de Geauga, Ohio)
Localização do Ohio nos E.U.A.
O município de Auburn (em inglês: Auburn Township) é um município localizado no condado de Geauga no estado estadounidense de Ohio. No ano 2010 tinha uma população de 6443 habitantes e uma densidade populacional de 83,15 pessoas por km².

## Geografia
O município de Auburn encontra-se localizado nas coordenadas 41° 23′ 08″ N, 81° 13′ 55″ O. Segundo a Departamento do Censo dos Estados Unidos, o município tem uma superfície total de 77.49 km², da qual 71,66 km² correspondem a terra firme e (7,53 %) 5,83 km² é água.

## Demografia
Segundo o censo de 2010, tinha 6443 pessoas residindo no município de Auburn. A densidade de população era de 83,15 hab./km².